# Beneficio económico
El beneficio económico (también denominado utilidad) es un término utilizado para designar los beneficios que se obtienen de un proceso o actividad económica. Es más bien impreciso, dado que incluye el resultado positivo de esas actividades medido tanto en forma material o "real" como monetaria o nominal. (Ver más abajo). Consecuentemente, algunos diferencian entre beneficios y ganancia.
Desde un punto de vista general el beneficio económico es un indicador de la creación de riqueza o generación de mercaderías o  valor en la economía de una nación. Eso no es siempre el caso para los individuos (ver más abajo).
El beneficio generalmente se calcula como los ingresos totales menos los costes totales de producción y distribución.

## Introducción
El análisis económico, a partir de los fisiócratas generalmente divide el beneficio económico en dos nociones relacionadas pero no equivalentes: el beneficio material -conceptualizado como el incremento en bienes económicos físicos o riqueza de una nación - y el beneficio pecuniario o riqueza monetaria de los individuos.
Así, por ejemplo, David Ricardo, escribiendo en 1814, dice: "los individuos no estiman su ganancia a través de la producción material, pero las naciones invariablemente lo hacen. Si tuviéramos exactamente la misma cantidad de mercancías en el año 1815 que tenemos ahora en 1814, como nación no seríamos más ricos, pero si el dinero hubiese declinado en valor, esas (mercancías) serían representadas por una cantidad mayor de dinero, y los individuos serían propensos a "creerse" más ricos".
Los fisiócratas y los clásicos conceptualizaban el incremento de riqueza material como plusvalía. En la actualidad los economistas se refieren a valor agregado.
El incremento en la riqueza monetaria de los individuos o Agentes económicos  es generalmente designado como ganancia.
Nótese que concepto de ganancia incluye las remuneraciones tanto del capital (incluyendo ganancia por dineros invertidos o ganancia de los accionistas);  como por los recursos naturales (incluyendo la renta)  y  los del trabajo (incluyendo salarios por la "aportación del trabajo que el empresario realiza para su empresa", o sea, remuneración por la función de gerencia o empresarial).
De acuerdo al análisis económico, todos esos montos constituyen los gastos totales que igualan lo que los clásicos llamaban precio natural de un producto: “Cuando el precio de cualquier producto no es ni más ni menos que lo que es suficiente para pagar la renta de la tierra, los salarios de la mano de obra, y los beneficios del capital empleado en su preparación, elaboración y transporte al mercado, de acuerdo a sus tasas naturales, el producto se vende por lo que puede llamarse su precio natural”.
Desde este punto de vista, ganancia significa entonces la diferencia monetaria entre lo gastado en producir algo, y el precio de su venta. Muchos, entendiendo productor como el capitalista o empresario, reservan el término ganancia para la remuneración del capital.
En el caso de empresas individuales en general, y asumiendo que todo lo producido iguale los montos distribuidos a los diferentes participantes en la actividad, algunos, particularmente desde el punto de vista contable llegan a la conclusión de que los beneficios de las empresas son cero. Esto debido a que, se alega, todo lo producido equivale a todo lo gastado, consecuentemente, no hay aumento en la riqueza ya sea general o individual: las remuneraciones a los diferentes factores equivalen exactamente a su uso o “desgaste”.

## Cuantificación del beneficio
A nivel macroeconómico, el beneficio es, generalmente, conceptualizado como el incremento en la riqueza o progreso que las actividades económicas crean en una sociedad. Se mide a través del Valor agregado; Valor Agregado Bruto y PIB.
A nivel microeconómico la forma más usual de medir el beneficio es a través del análisis de coste-beneficio. Desde este punto de vista, en el caso más común es el análisis de la diferencia entre el valor que tienen los productos de la actividad y los insumos que se emplearon en esa, deduciendo también los demás gastos de operación. En la expresión del coste deben incluirse todos los factores de producción que utiliza la empresa, valorados a su precio de mercado.

## El beneficio de la empresa
La empresa en cada uno de los ejercicios económicos en que divide su vida productiva obtiene un resultado que puede ser positivo o negativo; en el primer caso estamos ante el beneficio obtenido y en el segundo caso ante la pérdida generada.
El resultado de la empresa proviene básicamente de la actividad o actividades específicas que constituyen el objeto principal de la misma (resultado de explotación), aunque también hay que contemplar el derivado de actividades que se realizan de manera ocasional o esporádica, por lo que se catalogan como cosas irregulares.
La actuación de una empresa se realiza dentro de un conjunto económico en el que se interrelaciona con las acciones de otras unidades económicas. De ese mundo exterior requiere un conjunto de recursos o insumos, aptos para sus planes económicos y que darán lugar a unos productos o outputs, que para ciertas unidades económicas serán los inputs, mientras que para otras serán bienes o servicios de consumo inmediato.
Para realizar esta transformación de inputs en outputs la empresa acudirá a los distintos mercados de factores para lograr el suministro necesario para su proceso de producción. Como contraprestación, la empresa remunera a los factores de la producción individualmente por agentes o elementos que hayan intervenido (salarios, intereses, alquileres, etc.), generando de esta manera las rentas monetarias individuales (salarios, intereses, alquileres, dividendos, etc.) y, por tanto, anticipando a aquellos su participación en el producto nacional porque estos factores realizan su actividad y perciben su remuneración con anterioridad a la obtención del producto.
La empresa da salida a la producción creada a través de sus mercados de venta. A cambio obtendrá unos medios financieros con los que recupera los valores anticipados más un excedente que constituirá la compensación por la organización y dirección del proceso productivo y por el riesgo técnico económico asumido; en otras palabras, este excedente representa su beneficio.
La herramienta fundamental para la determinación del beneficio es la contabilidad. Su determinación contable (beneficio o quebranto de ejercicio) se puede realizar por dos procedimientos distintos; el primero consiste en hallar la diferencia entre el valor del patrimonio de la empresa al terminar el período al que referimos la observación y el patrimonio al inicio de dicho período (restando, en su caso, las aportaciones efectuadas durante el período y sumando las retiradas de fondos que hubieran tenido lugar) bajo el supuesto, naturalmente, de permanencia de las condiciones macroeconómicas y el mantenimiento, en todo caso, de la eficacia del capital de empresa, esto es, bajo las condiciones de mantenimiento del valor del dinero, conservación de la capacidad de producción o eficiencia del capital y mantenimiento asimismo de su valor de liquidación.
El segundo procedimiento de determinación del resultado consiste en la consideración y medida directa de las dos corrientes que con distinto signo concurren en la formación del resultado de la empresa, valorando también las mismas con un idéntico patrón monetario de medida.
La valoración de ambas corrientes se realiza por procedimientos contables, mediante la periodificación e imputación de ingresos, costes y rendimientos habidos.
No obstante, el resultado de la empresa en términos absolutos, sólo puede ser conocido al final de su vida, en el momento en que ha desaparecido la eventualidad de pérdidas futuras, en que se han cumplido los compromisos contraídos y en que cesa la necesidad de mantener una capacidad productiva, el resultado nos vendrá dado por la diferencia entre el valor de lo invertido en el momento inicial de la vida de la empresa y el valor de liquidación de la misma, habida cuenta del diferente valor de la moneda en ambos momentos.
Pero la necesidad de determinar todos los años un beneficio repartible tiene un carácter tan ineludible que la misma legislación lo regula y ampara, pues en efecto, el ahorro privado se retraería de acudir a los procesos de producción largos si tuviese que estar sujeto a tal espera en la percepción de beneficios. Surge entonces la necesidad de periodificar de algún modo la vida de la empresa para que, con la condición de que el proceso productivo prosiga normalmente, puedan repartirse unos beneficios. Así surge la noción del beneficio periódico relativo y repartible, que es incentivo de la inversión privada y que constituye objeto fundamental de la atención contable.
Sin embargo, el resultado periódico o de ejercicio no puede ser en ningún caso la consecuencia automática de una mecánica operatoria contable. El resultado del ejercicio es, al contrario, la consecuencia del establecimiento de una serie de premisas referentes al propio acontecer económico de la empresa y de la aplicación de unos criterios de valoración relativos, que informarán al proceso de captación contable de aquel acontecer.

## El máximo beneficio como objetivo empresarial
La teoría económica clásica ha venido considerando como el objetivo principal de las empresas la consecución del máximo beneficio, pero actualmente la consideración hacia el máximo beneficio ha entrado en cuestión, por cuanto han nacido nuevos objetivos dentro de las empresas que han mermado una parte de terreno al beneficio, como son objetivos de crecimiento y de poder de mercado, objetivos de estabilidad y adaptabilidad al medio y objetivos de naturaleza social o de servicio a la colectividad. Pero el concepto de máximo beneficio también ha entrado en cuestión al profundizar en el concepto de beneficio y comprobar que para medir exactamente el beneficio de una empresa solo puede ser conocido al final de la vida de ésta, en el momento en que la empresa deja de existir. Sin embargo por múltiples razones las empresas están obligadas a periodificar los beneficios generalmente con carácter anual. Esta periodificación resulta ser una de las principales causas de la crítica del beneficio como medida del comportamiento de una empresa.

## Ganancia negativa
Así como existen ganancias positivas, también existen las ganancias negativas, financieramente hablando. El libro "Fundamentos de Inversiones" de Gordon J. Alexander, William F. Sharpe, Jeffery V. Bailey, menciona estos conceptos.